# Puchar Świata w biegach narciarskich 2012/2013 – Drammen 2013
Jedenaste zawody Pucharu Świata w biegach narciarskich w sezonie 2012/2013 odbyły się w norweskim Drammen. Zawodnicy rywalizowali 13 marca 2013 roku w sprintach indywidualnych stylem klasycznym.

## Program zawodów
| Dzień   | Konkurencja                    | Początek  | Liczba uczestników |
| ------- | ------------------------------ | --------- | ------------------ |
| 9 marca | Sprint st. klasycznym kobiet   | 16:15 CET | 64                 |
| 9 marca | Sprint st. klasycznym mężczyzn | 16:42 CET | 75                 |

## Wyniki

### Sprint kobiet
| Pozycja | Zawodniczka              | Reprezentacja     | Wynik        | Strata |
| ------- | ------------------------ | ----------------- | ------------ | ------ |
| złoto   | Justyna Kowalczyk        | Polska            | Finał        | 3:14,3 |
| srebro  | Heidi Weng               | Norwegia          | Finał        | +0,9   |
| brąz    | Ingvild Flugstad Østberg | Norwegia          | Finał        | +2,0   |
| 4.      | Jewgienija Szapowałowa   | Rosja             | Finał        | +4,5   |
| 5.      | Kikkan Randall           | Stany Zjednoczone | Finał        | +4,8   |
| 6.      | Mona-Liisa Malvalehto    | Finlandia         | Finał        | +8,8   |
|         |                          |                   |              |        |
| 7.      | Kari Vikhagen Gjeitnes   | Norwegia          | Półfinał (1) | —      |
| 8.      | Kateřina Smutná          | Austria           | Półfinał (1) | —      |
| 9.      | Anne Kyllönen            | Finlandia         | Półfinał (1) | —      |
| 10.     | Denise Herrmann          | Niemcy            | Półfinał (2) | —      |
| 11.     | Aino-Kaisa Saarinen      | Finlandia         | Półfinał (2) | —      |
| 12.     | Linn Sömskar             | Szwecja           | Półfinał (1) | —      |

### Sprint mężczyzn
| Pozycja | Zawodnik              | Reprezentacja | Wynik        | Strata  |
| ------- | --------------------- | ------------- | ------------ | ------- |
| złoto   | Petter Northug        | Norwegia      | Finał        | ,2:45,0 |
| srebro  | Aleksiej Połtoranin   | Kazachstan    | Finał        | +2,1    |
| brąz    | Nikita Kriukow        | Rosja         | Finał        | +4,9    |
| 4.      | John Kristian Dahl    | Norwegia      | Finał        | +6,2    |
| 5.      | Øystein Pettersen     | Norwegia      | Finał        | +7,7    |
| 6.      | Gianluca Cologna      | Szwajcaria    | Finał        | +11,9   |
|         |                       |               |              |         |
| 7.      | Eirik Brandsdal       | Norwegia      | Półfinał (1) | —       |
| 8.      | Finn Hågen Krogh      | Norwegia      | Półfinał (2) | —       |
| 9.      | Sondre Turvoll Fossli | Norwegia      | Półfinał (2) | —       |
| 10.     | Nikołaj Czebot´ko     | Kazachstan    | Półfinał (1) | —       |
| 11.     | Pål Golberg           | Norwegia      | Półfinał (2) | —       |
| 12.     | Baptiste Gros         | Francja       | Półfinał (1) | —       |
| ...     |                       |               |              |         |
| 61.     | Maciej Kreczmer       | Polska        | Eliminacje   | —       |